# World Endurance Championship 2017
FIA World Endurance Championship 2017 – szósty sezon World Endurance Championship organizowany przez Fédération Internationale de l’Automobile (FIA) i Automobile Club de l’Ouest (ACO). W rywalizacji udział brały prototypy Le Mans Prototype i samochody GT w czterech kategoriach: LMP1, LMP2, LMGTE Pro oraz LMGTE Am. Sezon rozpoczął się wyścigiem na torze Silverstone a zakończył się zmaganiami na obiekcie w Bahrajnie.

## Kalendarz
| Runda   | Wyścig                             | Tor                            | Lokalizacja                  | Termin          |
| ------- | ---------------------------------- | ------------------------------ | ---------------------------- | --------------- |
| 1       | 6 Hours of Silverstone             | Silverstone Circuit            | Silverstone, Wielka Brytania | 16 kwietnia     |
| 2       | 6 Hours of Spa-Francorchamps       | Circuit de Spa-Francorchamps   | Stavelot, Belgia             | 6 maja          |
| 3       | 24h Le Mans                        | Circuit de la Sarthe           | Le Mans, Francja             | 17–18 czerwca   |
| 4       | 6 Hours of Nürburgring             | Nürburgring                    | Nürburg, Niemcy              | 16 lipca        |
| 5       | 6 Hours of Mexico                  | Autódromo Hermanos Rodríguez   | Meksyk, Meksyk               | 3 września      |
| 6       | 6 Hours of Circuit of the Americas | Circuit of the Americas        | Austin, Stany Zjednoczone    | 16 września     |
| 7       | 6 Hours of Fuji                    | Fuji Speedway                  | Oyama, Japonia               | 15 października |
| 8       | 6 Hours of Shanghai                | Shanghai International Circuit | Szanghaj, Chiny              | 5 listopada     |
| 9       | 6 Hours of Bahrain                 | Bahrain International Circuit  | Sakhir, Bahrajn              | 18 listopada    |
| Źródło: |                                    |                                |                              |                 |

## Lista startowa
| Oznaczenia | Oznaczenia |
| --- | ---------- |
| Zgłoszenie na cały sezon - Zdobywa punkty do klasyfikacji sezonu                                                                                    |            |
| Zgłoszenie dodatkowe - Zdobywa punkty jedynie w klasyfikacji kierowców                                                                              |            |
| Trzecie zgłoszenie producenta - Zdobywa punkty w klasyfikacji kierowców - Punkty w klasyfikacji producentów zdobywa jedynie podczas wyścigu Le Mans |            |

### LMP1
26 października 2016 roku Audi wycofało się z rywalizacji w LMP1.
| Zespół               | Samochód            | Silnik                      | Hybryda           | Opony | Nr | Kierowcy          | Rundy     |
| -------------------- | ------------------- | --------------------------- | ----------------- | ----- | -- | ----------------- | --------- |
| Porsche LMP Team     | Porsche 919 Hybrid  | Porsche 2.0 L Turbo V4      | Tak               | M     | 1  | Neel Jani         | Wszystkie |
| Porsche LMP Team     | Porsche 919 Hybrid  | Porsche 2.0 L Turbo V4      | Tak               | M     | 1  | Nick Tandy        | Wszystkie |
| Porsche LMP Team     | Porsche 919 Hybrid  | Porsche 2.0 L Turbo V4      | Tak               | M     | 1  | André Lotterer    | Wszystkie |
| Porsche LMP Team     | Porsche 919 Hybrid  | Porsche 2.0 L Turbo V4      | Tak               | M     | 2  | Timo Bernhard     | Wszystkie |
| Porsche LMP Team     | Porsche 919 Hybrid  | Porsche 2.0 L Turbo V4      | Tak               | M     | 2  | Brendon Hartley   | Wszystkie |
| Porsche LMP Team     | Porsche 919 Hybrid  | Porsche 2.0 L Turbo V4      | Tak               | M     | 2  | Earl Bamber       | Wszystkie |
| ByKolles Racing Team | ENSO CLM P1/01      | Nismo VRX30A 3.0 L Turbo V6 |                   | M     | 4  | Oliver Webb       | 1–4       |
| ByKolles Racing Team | ENSO CLM P1/01      | Nismo VRX30A 3.0 L Turbo V6 | Dominik Kraihamer | M     | 4  | 1–4               |           |
| ByKolles Racing Team | ENSO CLM P1/01      | Nismo VRX30A 3.0 L Turbo V6 | James Rossiter    | M     | 4  | 1–2               |           |
| ByKolles Racing Team | ENSO CLM P1/01      | Nismo VRX30A 3.0 L Turbo V6 | Marco Bonanomi    | M     | 4  | 3–4               |           |
| Toyota Gazoo Racing  | Toyota TS050 Hybrid | Toyota 2.4 L Turbo V6       | Tak               | M     | 7  | Mike Conway       | Wszystkie |
| Toyota Gazoo Racing  | Toyota TS050 Hybrid | Toyota 2.4 L Turbo V6       | Tak               | M     | 7  | Kamui Kobayashi   | Wszystkie |
| Toyota Gazoo Racing  | Toyota TS050 Hybrid | Toyota 2.4 L Turbo V6       | Tak               | M     | 7  | José María López  | 1, 4–9    |
| Toyota Gazoo Racing  | Toyota TS050 Hybrid | Toyota 2.4 L Turbo V6       | Tak               | M     | 7  | Stéphane Sarrazin | 3         |
| Toyota Gazoo Racing  | Toyota TS050 Hybrid | Toyota 2.4 L Turbo V6       | Tak               | M     | 8  | Sébastien Buemi   | Wszystkie |
| Toyota Gazoo Racing  | Toyota TS050 Hybrid | Toyota 2.4 L Turbo V6       | Tak               | M     | 8  | Kazuki Nakajima   | Wszystkie |
| Toyota Gazoo Racing  | Toyota TS050 Hybrid | Toyota 2.4 L Turbo V6       | Tak               | M     | 8  | Anthony Davidson  | 1–5, 7−9  |
| Toyota Gazoo Racing  | Toyota TS050 Hybrid | Toyota 2.4 L Turbo V6       | Tak               | M     | 8  | Stéphane Sarrazin | 6         |
| Toyota Gazoo Racing  | Toyota TS050 Hybrid | Toyota 2.4 L Turbo V6       | Tak               | M     | 9  | Yuji Kunimoto     | 2–3       |
| Toyota Gazoo Racing  | Toyota TS050 Hybrid | Toyota 2.4 L Turbo V6       | Tak               | M     | 9  | Nicolas Lapierre  | 2–3       |
| Toyota Gazoo Racing  | Toyota TS050 Hybrid | Toyota 2.4 L Turbo V6       | Tak               | M     | 9  | Stéphane Sarrazin | 2         |
| Toyota Gazoo Racing  | Toyota TS050 Hybrid | Toyota 2.4 L Turbo V6       | Tak               | M     | 9  | José María López  | 3         |
| Listy startowe:      |                     |                             |                   |       |    |                   |           |

### LMP2
Zgodnie z nowymi przepisami LMP2 wszystkie zespoły korzystały z silników Gibson GK428 4.2L V8.
| Zespół                  | Samochód    | Opony | Nr | Kierowcy                 | Rundy     |
| ----------------------- | ----------- | ----- | -- | ------------------------ | --------- |
| Vaillante Rebellion     | Oreca 07    | D     | 13 | Mathias Beche            | Wszystkie |
| Vaillante Rebellion     | Oreca 07    | D     | 13 | David Heinemeier Hansson | Wszystkie |
| Vaillante Rebellion     | Oreca 07    | D     | 13 | Nelson Piquet Jr.        | 1–3, 5–9  |
| Vaillante Rebellion     | Oreca 07    | D     | 13 | Pipo Derani              | 4         |
| Vaillante Rebellion     | Oreca 07    | D     | 31 | Bruno Senna              | Wszystkie |
| Vaillante Rebellion     | Oreca 07    | D     | 31 | Julien Canal             | Wszystkie |
| Vaillante Rebellion     | Oreca 07    | D     | 31 | Nicolas Prost            | 1–3, 5–9  |
| Vaillante Rebellion     | Oreca 07    | D     | 31 | Filipe Albuquerque       | 4         |
| CEFC Manor TRS Racing   | Oreca 07    | D     | 24 | Tor Graves               | 1–4       |
| CEFC Manor TRS Racing   | Oreca 07    | D     | 24 | Jonathan Hirschi         | 1–4       |
| CEFC Manor TRS Racing   | Oreca 07    | D     | 24 | Jean-Éric Vergne         | 1–3, 5–9  |
| CEFC Manor TRS Racing   | Oreca 07    | D     | 24 | Roberto Merhi            | 4         |
| CEFC Manor TRS Racing   | Oreca 07    | D     | 24 | Ben Hanley               | 5–9       |
| CEFC Manor TRS Racing   | Oreca 07    | D     | 24 | Matt Rao                 | 5–9       |
| CEFC Manor TRS Racing   | Oreca 07    | D     | 25 | Roberto González         | Wszystkie |
| CEFC Manor TRS Racing   | Oreca 07    | D     | 25 | Simon Trummer            | Wszystkie |
| CEFC Manor TRS Racing   | Oreca 07    | D     | 25 | Witalij Pietrow          | Wszystkie |
| G-Drive Racing          | Oreca 07    | D     | 22 | Memo Rojas               | 3         |
| G-Drive Racing          | Oreca 07    | D     | 22 | José Gutiérrez           | 3         |
| G-Drive Racing          | Oreca 07    | D     | 22 | Ryō Hirakawa             | 3         |
| G-Drive Racing          | Oreca 07    | D     | 26 | Roman Rusinow            | Wszystkie |
| G-Drive Racing          | Oreca 07    | D     | 26 | Pierre Thiriet           | 1–7       |
| G-Drive Racing          | Oreca 07    | D     | 26 | Alex Lynn                | 1–3, 5–6  |
| G-Drive Racing          | Oreca 07    | D     | 26 | Ben Hanley               | 4         |
| G-Drive Racing          | Oreca 07    | D     | 26 | James Rossiter           | 7         |
| G-Drive Racing          | Oreca 07    | D     | 26 | Léo Roussel              | 8-9       |
| G-Drive Racing          | Oreca 07    | D     | 26 | Nico Müller              |           |
| G-Drive Racing          | Oreca 07    | D     | 26 | Loïc Duval               | 9         |
| TDS Racing              | Oreca 07    | D     | 28 | Emmanuel Collard         | Wszystkie |
| TDS Racing              | Oreca 07    | D     | 28 | François Perrodo         | Wszystkie |
| TDS Racing              | Oreca 07    | D     | 28 | Matthieu Vaxivière       | 1, 3–9    |
| TDS Racing              | Oreca 07    | D     | 28 | Ben Hanley               | 2         |
| Signatech Alpine Matmut | Alpine A470 | D     | 35 | Nelson Panciatici        | 2–4       |
| Signatech Alpine Matmut | Alpine A470 | D     | 35 | Pierre Ragues            | 2–4       |
| Signatech Alpine Matmut | Alpine A470 | D     | 35 | André Negrão             | 2–4       |
| Signatech Alpine Matmut | Alpine A470 | D     | 36 | Gustavo Menezes          | Wszystkie |
| Signatech Alpine Matmut | Alpine A470 | D     | 36 | Matt Rao                 | 1–4       |
| Signatech Alpine Matmut | Alpine A470 | D     | 36 | Nicolas Lapierre         | 1, 4–9    |
| Signatech Alpine Matmut | Alpine A470 | D     | 36 | Romain Dumas             | 2–3       |
| Signatech Alpine Matmut | Alpine A470 | D     | 36 | André Negrão             | 5–9       |
| Jackie Chan DC Racing   | Oreca 07    | D     | 37 | David Cheng              | Wszystkie |
| Jackie Chan DC Racing   | Oreca 07    | D     | 37 | Tristan Gommendy         | Wszystkie |
| Jackie Chan DC Racing   | Oreca 07    | D     | 37 | Alex Brundle             | Wszystkie |
| Jackie Chan DC Racing   | Oreca 07    | D     | 38 | Ho-Pin Tung              | Wszystkie |
| Jackie Chan DC Racing   | Oreca 07    | D     | 38 | Thomas Laurent           | Wszystkie |
| Jackie Chan DC Racing   | Oreca 07    | D     | 38 | Oliver Jarvis            | Wszystkie |
| Listy startowe:         |             |       |    |                          |           |

### LMGTE Pro
| Zespół                    | Samochód                 | Silnik                        | Opony | Nr | Kierowcy              | Rundy     |
| ------------------------- | ------------------------ | ----------------------------- | ----- | -- | --------------------- | --------- |
| AF Corse                  | Ferrari 488 GTE          | Ferrari F154CB 3.9 L Turbo V8 | M     | 51 | James Calado          | Wszystkie |
| AF Corse                  | Ferrari 488 GTE          | Ferrari F154CB 3.9 L Turbo V8 | M     | 51 | Alessandro Pier Guidi | Wszystkie |
| AF Corse                  | Ferrari 488 GTE          | Ferrari F154CB 3.9 L Turbo V8 | M     | 51 | Michele Rugolo        | 3         |
| AF Corse                  | Ferrari 488 GTE          | Ferrari F154CB 3.9 L Turbo V8 | M     | 71 | Davide Rigon          | Wszystkie |
| AF Corse                  | Ferrari 488 GTE          | Ferrari F154CB 3.9 L Turbo V8 | M     | 71 | Sam Bird              | 1–3, 5–9  |
| AF Corse                  | Ferrari 488 GTE          | Ferrari F154CB 3.9 L Turbo V8 | M     | 71 | Miguel Molina         | 3         |
| AF Corse                  | Ferrari 488 GTE          | Ferrari F154CB 3.9 L Turbo V8 | M     | 71 | Toni Vilander         | 4         |
| Ford Chip Ganassi Team UK | Ford GT                  | Ford EcoBoost 3.5 L Turbo V6  | M     | 66 | Stefan Mücke          | Wszystkie |
| Ford Chip Ganassi Team UK | Ford GT                  | Ford EcoBoost 3.5 L Turbo V6  | M     | 66 | Olivier Pla           | Wszystkie |
| Ford Chip Ganassi Team UK | Ford GT                  | Ford EcoBoost 3.5 L Turbo V6  | M     | 66 | Billy Johnson         | 1–3       |
| Ford Chip Ganassi Team UK | Ford GT                  | Ford EcoBoost 3.5 L Turbo V6  | M     | 67 | Andy Priaulx          | Wszystkie |
| Ford Chip Ganassi Team UK | Ford GT                  | Ford EcoBoost 3.5 L Turbo V6  | M     | 67 | Harry Tincknell       | Wszystkie |
| Ford Chip Ganassi Team UK | Ford GT                  | Ford EcoBoost 3.5 L Turbo V6  | M     | 67 | Pipo Derani           | 1–3       |
| Porsche GT Team           | Porsche 911 RSR          | Porsche 4.0 L Flat-6          | M     | 91 | Richard Lietz         | Wszystkie |
| Porsche GT Team           | Porsche 911 RSR          | Porsche 4.0 L Flat-6          | M     | 91 | Frédéric Makowiecki   | Wszystkie |
| Porsche GT Team           | Porsche 911 RSR          | Porsche 4.0 L Flat-6          | M     | 91 | Patrick Pilet         | 3         |
| Porsche GT Team           | Porsche 911 RSR          | Porsche 4.0 L Flat-6          | M     | 92 | Michael Christensen   | Wszystkie |
| Porsche GT Team           | Porsche 911 RSR          | Porsche 4.0 L Flat-6          | M     | 92 | Kévin Estre           | Wszystkie |
| Porsche GT Team           | Porsche 911 RSR          | Porsche 4.0 L Flat-6          | M     | 92 | Dirk Werner           | 3         |
| Aston Martin Racing       | Aston Martin Vantage GTE | Aston Martin 4.5 L V8         | D     | 95 | Nicki Thiim           | Wszystkie |
| Aston Martin Racing       | Aston Martin Vantage GTE | Aston Martin 4.5 L V8         | D     | 95 | Marco Sørensen        | Wszystkie |
| Aston Martin Racing       | Aston Martin Vantage GTE | Aston Martin 4.5 L V8         | D     | 95 | Richie Stanaway       | 1–3       |
| Aston Martin Racing       | Aston Martin Vantage GTE | Aston Martin 4.5 L V8         | D     | 97 | Darren Turner         | Wszystkie |
| Aston Martin Racing       | Aston Martin Vantage GTE | Aston Martin 4.5 L V8         | D     | 97 | Jonathan Adam         | Wszystkie |
| Aston Martin Racing       | Aston Martin Vantage GTE | Aston Martin 4.5 L V8         | D     | 97 | Daniel Serra          | 1–6       |
| Listy startowe:           |                          |                               |       |    |                       |           |

### LMGTE Am
| Zespół                | Samochód                 | Silnik                        | Opony | Nr | Kierowcy              | Rundy     |
| --------------------- | ------------------------ | ----------------------------- | ----- | -- | --------------------- | --------- |
| Spirit of Race        | Ferrari 488 GTE          | Ferrari F154CB 3.9 L Turbo V8 | M     | 54 | Thomas Flohr          | Wszystkie |
| Spirit of Race        | Ferrari 488 GTE          | Ferrari F154CB 3.9 L Turbo V8 | M     | 54 | Francesco Castellacci | Wszystkie |
| Spirit of Race        | Ferrari 488 GTE          | Ferrari F154CB 3.9 L Turbo V8 | M     | 54 | Miguel Molina         | 1–2, 4–9  |
| Spirit of Race        | Ferrari 488 GTE          | Ferrari F154CB 3.9 L Turbo V8 | M     | 54 | Olivier Beretta       | 3         |
| Spirit of Race        | Ferrari 488 GTE          | Ferrari F154CB 3.9 L Turbo V8 | M     | 55 | Duncan Cameron        | 3         |
| Spirit of Race        | Ferrari 488 GTE          | Ferrari F154CB 3.9 L Turbo V8 | M     | 55 | Aaron Scott           | 3         |
| Spirit of Race        | Ferrari 488 GTE          | Ferrari F154CB 3.9 L Turbo V8 | M     | 55 | Marco Cioci           | 3         |
| Clearwater Racing     | Ferrari 488 GTE          | Ferrari F154CB 3.9 L Turbo V8 | M     | 60 | Richard Wee           | 3         |
| Clearwater Racing     | Ferrari 488 GTE          | Ferrari F154CB 3.9 L Turbo V8 | M     | 60 | Hiroki Katoh          | 3         |
| Clearwater Racing     | Ferrari 488 GTE          | Ferrari F154CB 3.9 L Turbo V8 | M     | 60 | Álvaro Parente        | 3         |
| Clearwater Racing     | Ferrari 488 GTE          | Ferrari F154CB 3.9 L Turbo V8 | M     | 61 | Weng Sun Mok          | Wszystkie |
| Clearwater Racing     | Ferrari 488 GTE          | Ferrari F154CB 3.9 L Turbo V8 | M     | 61 | Keita Sawa            | Wszystkie |
| Clearwater Racing     | Ferrari 488 GTE          | Ferrari F154CB 3.9 L Turbo V8 | M     | 61 | Matt Griffin          | Wszystkie |
| Dempsey-Proton Racing | Porsche 911 RSR          | Porsche 4.0 L Flat-6          | D     | 77 | Christian Ried        | Wszystkie |
| Dempsey-Proton Racing | Porsche 911 RSR          | Porsche 4.0 L Flat-6          | D     | 77 | Marvin Dienst         | Wszystkie |
| Dempsey-Proton Racing | Porsche 911 RSR          | Porsche 4.0 L Flat-6          | D     | 77 | Matteo Cairoli        | Wszystkie |
| Gulf Racing           | Porsche 911 RSR          | Porsche 4.0 L Flat-6          | D     | 86 | Ben Barker            | Wszystkie |
| Gulf Racing           | Porsche 911 RSR          | Porsche 4.0 L Flat-6          | D     | 86 | Nick Foster           | Wszystkie |
| Gulf Racing           | Porsche 911 RSR          | Porsche 4.0 L Flat-6          | D     | 86 | Michael Wainwright    | 1–6, 9    |
| Gulf Racing           | Porsche 911 RSR          | Porsche 4.0 L Flat-6          | D     | 86 | Mike Hedlund          | 7         |
| Gulf Racing           | Porsche 911 RSR          | Porsche 4.0 L Flat-6          | D     | 86 | Chalid al-Kubajsi     | 8         |
| Aston Martin Racing   | Aston Martin Vantage GTE | Aston Martin 4.5 L V8         | D     | 98 | Paul Dalla Lana       | Wszystkie |
| Aston Martin Racing   | Aston Martin Vantage GTE | Aston Martin 4.5 L V8         | D     | 98 | Pedro Lamy            | Wszystkie |
| Aston Martin Racing   | Aston Martin Vantage GTE | Aston Martin 4.5 L V8         | D     | 98 | Mathias Lauda         | Wszystkie |
| Listy startowe:       |                          |                               |       |    |                       |           |

## Wyniki
| Runda | Tor               | Zywcięzcy LMP1                                   | Zywcięzcy LMP2                                | Zywcięzcy LMGTE Pro                      | Zywcięzcy LMGTE Am                               | Wyniki szczegółowe |
| ----- | ----------------- | ------------------------------------------------ | --------------------------------------------- | ---------------------------------------- | ------------------------------------------------ | ------------------ |
| 1     | Silverstone       | #8 Toyota Gazoo Racing                           | #38 Jackie Chan DC Racing                     | #67 Ford Chip Ganassi Team UK            | #61 Clearwater Racing                            | Wyniki             |
| 1     | Silverstone       | Sébastien Buemi Anthony Davidson Kazuki Nakajima | Ho-Pin Tung Thomas Laurent Oliver Jarvis      | Andy Priaulx Harry Tincknell Pipo Derani | Weng Sun Mok Keita Sawa Matt Griffin             | Wyniki             |
| 2     | Spa-Francorchamps | #8 Toyota Gazoo Racing                           | #26 G-Drive Racing                            | #71 AF Corse                             | #98 Aston Martin Racing                          | Wyniki             |
| 2     | Spa-Francorchamps | Sébastien Buemi Anthony Davidson Kazuki Nakajima | Roman Rusinow Pierre Thiriet Alex Lynn        | Sam Bird Davide Rigon                    | Paul Dalla Lana Pedro Lamy Mathias Lauda         | Wyniki             |
| 3     | Le Mans           | #2 Porsche LMP Team                              | #38 Jackie Chan DC Racing                     | #97 Aston Martin Racing                  | #55 Spirit of Race                               | Wyniki             |
| 3     | Le Mans           | Timo Bernhard Brendon Hartley Earl Bamber        | Ho-Pin Tung Thomas Laurent Oliver Jarvis      | Darren Turner Jonathan Adam Daniel Serra | Duncan Cameron Aaron Scott Marco Cioci           | Wyniki             |
| 4     | Nürburgring       | #2 Porsche LMP Team                              | #38 Jackie Chan DC Racing                     | #51 AF Corse                             | #77 Dempsey-Proton Racing                        | Wyniki             |
| 4     | Nürburgring       | Timo Bernhard Brendon Hartley Earl Bamber        | Ho-Pin Tung Thomas Laurent Oliver Jarvis      | James Calado Alessandro Pier Guidi       | Christian Ried Marvin Dienst Matteo Cairoli      | Wyniki             |
| 5     | Mexico City       | #2 Porsche LMP Team                              | #31 Vaillante Rebellion                       | #95 Aston Martin Racing                  | #77 Dempsey-Proton Racing                        | Wyniki             |
| 5     | Mexico City       | Timo Bernhard Brendon Hartley Earl Bamber        | Julien Canal Nicolas Prost Bruno Senna        | Marco Sørensen Nicki Thiim               | Christian Ried Marvin Dienst Matteo Cairoli      | Wyniki             |
| 6     | COTA              | #2 Porsche LMP Team                              | #36 Signatech Alpine Matmut                   | #51 AF Corse                             | #98 Aston Martin Racing                          | Wyniki             |
| 6     | COTA              | Timo Bernhard Brendon Hartley Earl Bamber        | Nicolas Lapierre Gustavo Menezes André Negrão | James Calado Alessandro Pier Guidi       | Paul Dalla Lana Pedro Lamy Mathias Lauda         | Wyniki             |
| 7     | Fuji              | #8 Toyota Gazoo Racing                           | #31 Vaillante Rebellion                       | #51 AF Corse                             | #54 Spirit of Race                               | Wyniki             |
| 7     | Fuji              | Sébastien Buemi Anthony Davidson Kazuki Nakajima | Julien Canal Nicolas Prost Bruno Senna        | James Calado Alessandro Pier Guidi       | Thomas Flohr Francesco Castellacci Miguel Molina | Wyniki             |
| 8     | Shanghai          | #8 Toyota Gazoo Racing                           | #31 Vaillante Rebellion                       | #67 Ford Chip Ganassi Team UK            | #98 Aston Martin Racing                          | Wyniki             |
| 8     | Shanghai          | Sébastien Buemi Anthony Davidson Kazuki Nakajima | Julien Canal Nicolas Prost Bruno Senna        | Andy Priaulx Harry Tincknell             | Paul Dalla Lana Pedro Lamy Mathias Lauda         | Wyniki             |
| 9     | Bahrain           | #8 Toyota Gazoo Racing                           | #31 Vaillante Rebellion                       | #71 AF Corse                             | #98 Aston Martin Racing                          | Wyniki             |
| 9     | Bahrain           | Sébastien Buemi Anthony Davidson Kazuki Nakajima | Julien Canal Nicolas Prost Bruno Senna        | Sam Bird Davide Rigon                    | Paul Dalla Lana Pedro Lamy Mathias Lauda         | Wyniki             |

## Klasyfikacje
| Wyścig     | 1  | 2  | 3  | 4  | 5  | 6  | 7  | 8 | 9 | 10 | P   | Pole position |
| ---------- | -- | -- | -- | -- | -- | -- | -- | - | - | -- | --- | ------------- |
| 6-godzinny | 25 | 18 | 15 | 12 | 10 | 8  | 6  | 4 | 2 | 1  | 0.5 | 1             |
| Le Mans    | 50 | 36 | 30 | 24 | 20 | 16 | 12 | 8 | 4 | 2  | 1   | 1             |

### Mistrzostwa kierowców

#### Mistrzostwo świata kierowców LMP
Pierwsze 25 miejsc:
| Poz. | Kierowca                                  | Zespół                  | SIL | SPA | LMS | NÜR | MEX | COA | FUJ | SHA | BHR | Punkty |
| ---- | ----------------------------------------- | ----------------------- | --- | --- | --- | --- | --- | --- | --- | --- | --- | ------ |
| 1    | Timo Bernhard Earl Bamber Brendon Hartley | Porsche LMP Team        | 2   | 3   | 1   | 1   | 1   | 1   | 4   | 2   | 2   | 208    |
| 2    | Sébastien Buemi Kazuki Nakajima           | Toyota Gazoo Racing     | 1   | 1   | 6   | 4   | 3   | 3   | 1   | 1   | 1   | 183    |
| 3    | Anthony Davidson                          | Toyota Gazoo Racing     | 1   | 1   | 6   | 4   | 3   | –   | 1   | 1   | 1   | 168    |
| 4    | Neel Jani Nick Tandy André Lotterer       | Porsche LMP Team        | 3   | 4   | NU  | 2   | 2   | 2   | 3   | 3   | 3   | 129    |
| 5    | Mike Conway Kamui Kobayashi               | Toyota Gazoo Racing     | 13  | 2   | NU  | 3   | 4   | 4   | 2   | 4   | 4   | 103.5  |
| 6    | José María López                          | Toyota Gazoo Racing     | 13  | –   | NU  | 3   | 4   | 4   | 2   | 4   | 4   | 84.5   |
| 7    | Ho-Pin Tung Oliver Jarvis Thomas Laurent  | Jackie Chan DC Racing   | 4   | 9   | 2   | 5   | 13  | 8   | 7   | 8   | 6   | 82.5   |
| 8    | Bruno Senna Julien Canal                  | Vaillante Rebellion     | 5   | 8   | 8   | 6   | 5   | 7   | 5   | 5   | 5   | 76     |
| 9    | Nicolas Prost                             | Vaillante Rebellion     | 5   | 8   | 8   | –   | 5   | 7   | 5   | 5   | 5   | 68     |
| 10   | André Negrão                              | Signatech Alpine Matmut | –   | 12  | 4   | NU  | 6   | 5   | 6   | 6   | 8   | 62.5   |
| 11   | Gustavo Menezes                           | Signatech Alpine Matmut | 7   | 11  | 7   | 7   | 6   | 5   | 6   | 6   | 8   | 62.5   |
| 12   | Nicolas Lapierre                          | Signatech Alpine Matmut | 7   | –   | –   | 7   | 6   | 5   | 6   | 6   | 8   | 60     |
| 12   | Nicolas Lapierre                          | Toyota Gazoo Racing     | –   | 5   | NU  | –   | –   | –   | –   | –   | –   | 60     |
| 13   | David Cheng Alex Brundle Tristan Gommendy | Jackie Chan DC Racing   | 11  | 16  | 3   | 9   | 10  | 9   | NU  | 12  | 12  | 37     |
| 14   | Matt Rao                                  | Signatech Alpine Matmut | 7   | 11  | 7   | 7   | –   | –   | –   | –   | –   | 35     |
| 14   | Matt Rao                                  | CEFC Manor TRS Racing   | –   | –   | –   | –   | 7   | 10  | 9   | 13  | 10  | 35     |
| 15   | Jean-Éric Vergne                          | CEFC Manor TRS Racing   | 9   | 13  | 5   | –   | 7   | 10  | 9   | 13  | 10  | 32.5   |
| 16   | David Heinemeier Hansson Mathias Beche    | Vaillante Rebellion     | 13  | 10  | DK  | 8   | 9   | 6   | DK  | 7   | 7   | 27.5   |
| 17   | Stéphane Sarrazin                         | Toyota Gazoo Racing     | –   | 5   | NU  | –   | –   | 3   | –   | –   | –   | 26     |
| 18   | Pierre Ragues Nelson Panciatici           | Signatech Alpine Matmut | –   | 12  | 4   | NU  | –   | –   | –   | –   | –   | 24.5   |
| 19   | Nelson Piquet Jr.                         | Vaillante Rebellion     | 13  | 10  | DK  | –   | 9   | 6   | DK  | 7   | 7   | 23.5   |
| 20   | Jonathan Hirschi Tor Graves               | CEFC Manor TRS Racing   | 9   | 13  | 5   | 13  | –   | –   | –   | –   | –   | 23     |
| 21   | Roman Rusinow                             | G-Drive Racing          | 8   | 7   | NU  | 10  | 8   | 12  | 10  | 11  | 11  | 17.5   |
| 22   | Pierre Thiriet                            | G-Drive Racing          | 8   | 7   | NU  | 10  | 8   | 12  | 10  | –   | –   | 16.5   |
| 23   | Emmanuel Collard François Perrodo         | TDS Racing              | 6   | 15  | NU  | 12  | 11  | 11  | 8   | 10  | 13  | 15.5   |
| 24   | Matthieu Vaxivière                        | TDS Racing              | 6   | –   | NU  | 12  | 11  | 11  | 8   | 10  | 13  | 15     |
| 25   | Alex Lynn                                 | G-Drive Racing          | 8   | 7   | NU  | –   | 8   | 12  | –   | –   | –   | 14.5   |
| Poz. | Kierowca                                  | Zespół                  | SIL | SPA | LMS | NÜR | MEX | COA | FUJ | SHA | BHR | Punkty |

| Legenda     | Legenda                  |
| Oznaczenie  | Wyjaśnienie              |
| ----------- | ------------------------ |
| Złoty       | Zwycięstwo               |
| Srebrny     | 2. miejsce               |
| Brązowy     | 3. miejsce               |
| Zielony     | Miejsce punktowane       |
| Niebieski   | Niesklasyfikowany (NS)   |
| Różowy      | Nie ukończył (NU)        |
| Czarny      | Zdyskwalifikowany (DK)   |
| Czarny      | Wykluczony (WYK)         |
| Biały       | Nie wystartował (NW)     |
| Biały       | Wyścig odwołany (OD)     |
| Bez koloru  | Wycofany (WYC)           |
| Bez koloru  | Nie został zgłoszony (–) |
| Pogrubienie | Pole position            |

#### Mistrzostwo świata kierowców GT
Pierwsze 20 miejsc:
| Poz. | Kierowca                                    | Zespół                      | SIL | SPA | LMS | NÜR | MEX | COA | FUJ | SHA | BHR | Punkty |
| ---- | ------------------------------------------- | --------------------------- | --- | --- | --- | --- | --- | --- | --- | --- | --- | ------ |
| 1    | James Calado Alessandro Pier Guidi          | AF Corse                    | 2   | 2   | 14  | 1   | 6   | 1   | 1   | 3   | 2   | 153    |
| 2    | Richard Lietz Frédéric Makowiecki           | Porsche GT Team             | 3   | 5   | 3   | 2   | 3   | 6   | 2   | 2   | 4   | 145    |
| 3    | Andy Priaulx Harry Tincknell                | Ford Chip Ganassi Racing UK | 1   | 4   | 2   | 5   | 4   | 7   | 13  | 1   | 3   | 142.5  |
| 4    | Davide Rigon                                | AF Corse                    | 5   | 1   | 4   | 11  | 2   | 3   | 5   | 6   | 1   | 139.5  |
| 5    | Sam Bird                                    | AF Corse                    | 5   | 1   | 4   | –   | 2   | 3   | 5   | 6   | 1   | 139    |
| 6    | Nicki Thiim Marco Sørensen                  | Aston Martin Racing         | 6   | 8   | 5   | 4   | 1   | 4   | 7   | 5   | 7   | 104    |
| 7    | Darren Turner Jonathan Adam                 | Aston Martin Racing         | 7   | 7   | 1   | 7   | NU  | 5   | 6   | 7   | 6   | 101    |
| 8    | Stefan Mücke Olivier Pla                    | Ford Chip Ganassi Racing UK | 4   | 3   | 6   | 6   | 7   | 8   | 4   | 4   | 5   | 95     |
| 9    | Daniel Serra                                | Aston Martin Racing         | 7   | 7   | 1   | 7   | NU  | 5   | –   | –   | –   | 79     |
| 10   | Pipo Derani                                 | Ford Chip Ganassi Racing UK | 1   | 4   | 2   | –   | –   | –   | –   | –   | –   | 74     |
| 11   | Michael Christensen Kévin Estre             | Porsche GT Team             | NU  | 6   | NU  | 3   | 5   | 2   | 3   | NU  | NU  | 67     |
| 12   | Billy Johnson                               | Ford Chip Ganassi Racing UK | 4   | 3   | 6   | –   | –   | –   | –   | –   | –   | 43     |
| 13   | Miguel Molina                               | Spirit of Race              | NU  | 12  | –   | 9   | 11  | 11  | 8   | NU  | 10  | 32.5   |
| 13   | Miguel Molina                               | AF Corse                    | –   | –   | 4   | –   | –   | –   | –   | –   | –   | 32.5   |
| 14   | Richie Stanaway                             | Aston Martin Racing         | 6   | 8   | 5   | –   | –   | –   | –   | –   | –   | 32     |
| 15   | Patrick Pilet                               | Porsche GT Team             | –   | –   | 3   | –   | –   | –   | –   | –   | –   | 30     |
| 16   | Paul Dalla Lana Pedro Lamy Mathias Lauda    | Aston Martin Racing         | 9   | 9   | 10  | 10  | 9   | 9   | 12  | 8   | 9   | 19.5   |
| 17   | Weng Sun Mok Keita Sawa Matt Griffin        | Clearwater Racing           | 8   | 11  | 8   | 12  | 12  | 10  | 9   | 11  | 9   | 19     |
| 18   | Christian Ried Marvin Dienst Matteo Cairoli | Dempsey-Proton Racing       | 10  | 10  | 9   | 8   | 8   | 12  | 10  | 10  | 11  | 17     |
| 19   | Duncan Cameron Aaron Scott Marco Cioci      | Spirit of Race              | –   | –   | 7   | –   | –   | –   | –   | –   | –   | 12     |
| 20   | Thomas Flohr Francesco Castellacci          | Spirit of Race              | NU  | 12  | 12  | 9   | 11  | 11  | 8   | NU  | 10  | 9.5    |
| Poz. | Kierowca                                    | Zespół                      | SIL | SPA | LMS | NÜR | MEX | COA | FUJ | SHA | BHR | Punkty |

#### Trofeum endurance dla kierowców LMP2
Pierwsze 20 miejsc:
| Poz. | Kierowca                                       | Zespół                  | SIL | SPA | LMS | NÜR | MEX | COA | FUJ | SHA | BHR | Punkty |
| ---- | ---------------------------------------------- | ----------------------- | --- | --- | --- | --- | --- | --- | --- | --- | --- | ------ |
| 1    | Julien Canal Bruno Senna                       | Vaillante Rebellion     | 2   | 2   | 6   | 2   | 1   | 3   | 1   | 1   | 1   | 186    |
| 2    | Ho-Pin Tung Oliver Jarvis Thomas Laurent       | Jackie Chan DC Racing   | 1   | 3   | 1   | 1   | 9   | 4   | 3   | 4   | 2   | 175    |
| 3    | Nicolas Prost                                  | Vaillante Rebellion     | 2   | 2   | 6   | –   | 1   | 3   | 1   | 1   | 1   | 168    |
| 4    | Gustavo Menezes                                | Signatech Alpine Matmut | 4   | 5   | 5   | 3   | 2   | 1   | 2   | 2   | 4   | 151    |
| 5    | André Negrão                                   | Signatech Alpine Matmut | –   | 6   | 3   | NU  | 2   | 1   | 2   | 2   | 4   | 132    |
| 6    | Nicolas Lapierre                               | Signatech Alpine Matmut | 4   | –   | –   | 3   | 2   | 1   | 2   | 2   | 4   | 121    |
| 7    | Matt Rao                                       | Signatech Alpine Matmut | 4   | 5   | 5   | 3   | –   | –   | –   | –   | –   | 100    |
| 7    | Matt Rao                                       | CEFC Manor TRS Racing   | –   | –   | –   | –   | 3   | 6   | 5   | 9   | 6   | 100    |
| 8    | Mathias Beche David Heinemeier Hansson         | Vaillante Rebellion     | 9   | 4   | DK  | 4   | 5   | 2   | DK  | 3   | 3   | 85     |
| 9    | Roman Rusinow                                  | G-Drive Racing          | 5   | 1   | NU  | 6   | 4   | 8   | 6   | 7   | 7   | 82     |
| 10   | Jean-Éric Vergne                               | CEFC Manor TRS Racing   | 6   | 7   | 4   | –   | 3   | 6   | 5   | 9   | 6   | 81     |
| 11   | David Cheng Alex Brundle Tristan Gommendy      | Jackie Chan DC Racing   | 8   | 10  | 2   | 5   | 6   | 5   | NU  | 8   | 8   | 77     |
| 12   | Nelson Piquet Jr.                              | Vaillante Rebellion     | 9   | 4   | DK  | –   | 5   | 2   | DK  | 3   | 3   | 73     |
| 13   | Pierre Thiriet                                 | G-Drive Racing          | 5   | 1   | NU  | 6   | 4   | 8   | 6   | –   | –   | 70     |
| 14   | François Perrodo Emmanuel Collard              | TDS Racing              | 3   | 9   | NU  | 8   | 7   | 7   | 4   | 6   | 9   | 55     |
| 15   | Alex Lynn                                      | G-Drive Racing          | 5   | 1   | NU  | –   | 4   | 8   | –   | –   | –   | 54     |
| 16   | Matthieu Vaxivière                             | TDS Racing              | 3   | –   | NU  | 8   | 7   | 7   | 4   | 6   | 9   | 53     |
| 17   | Ben Hanley                                     | TDS Racing              | –   | 9   | –   | –   | –   | –   | –   | –   | –   | 53     |
| 17   | Ben Hanley                                     | G-Drive Racing          | –   | –   | –   | 6   | –   | –   | –   | –   | –   | 53     |
| 17   | Ben Hanley                                     | CEFC Manor TRS Racing   | –   | –   | –   | –   | 3   | 6   | 5   | 9   | 6   | 53     |
| 18   | Roberto González Simon Trummer Witalij Pietrow | CEFC Manor TRS Racing   | 7   | 8   | NU  | 7   | 8   | NU  | 7   | 5   | 5   | 46     |
| 19   | Tor Graves Jonathan Hirschi                    | CEFC Manor TRS Racing   | 6   | 7   | 4   | 9   | –   | –   | –   | –   | –   | 40     |
| 20   | Nelson Panciatici Pierre Ragues                | Signatech Alpine Matmut | –   | 6   | 3   | NU  | –   | –   | –   | –   | –   | 38     |
| Poz. | Kierowca                                       | Zespół                  | SIL | SPA | LMS | NÜR | MEX | COA | FUJ | SHA | BHR | Punkty |

#### Trofeum endurance dla kierowców LMGTE Am
| Poz. | Kierowca                                    | Zespół                | SIL | SPA | LMS | NÜR | MEX | COA | FUJ | SHA | BHR | Punkty |
| ---- | ------------------------------------------- | --------------------- | --- | --- | --- | --- | --- | --- | --- | --- | --- | ------ |
| 1    | Paul Dalla Lana Pedro Lamy Mathias Lauda    | Aston Martin Racing   | 2   | 1   | 4   | 3   | 2   | 1   | 5   | 1   | 1   | 192    |
| 2    | Christian Ried Marvin Dienst Matteo Cairoli | Dempsey-Proton Racing | 3   | 2   | 3   | 1   | 1   | 4   | 3   | 3   | 4   | 168    |
| 3    | Weng Sun Mok Keita Sawa Matt Griffin        | Clearwater Racing     | 1   | 3   | 2   | 4   | 5   | 2   | 2   | 4   | 2   | 165    |
| 4    | Thomas Flohr Francesco Castellacci          | Spirit of Race        | NU  | 4   | 7   | 2   | 4   | 3   | 1   | NU  | 3   | 109    |
| 5    | Miguel Molina                               | Spirit of Race        | NU  | 4   | –   | 2   | 4   | 3   | 1   | NU  | 3   | 97     |
| 6    | Ben Barker Nick Foster                      | Gulf Racing           | 4   | NU  | 5   | 5   | 3   | NU  | 4   | 2   | 5   | 97     |
| 7    | Michael Wainwright                          | Gulf Racing           | 4   | NU  | 5   | 5   | 3   | NU  | –   | –   | 5   | 67     |
| 8    | Duncan Cameron Aaron Scott Marco Cioci      | Spirit of Race        | –   | –   | 1   | –   | –   | –   | –   | –   | –   | 50     |
| 9    | Chalid al-Kubajsi                           | Gulf Racing           | –   | –   | –   | –   | –   | –   | –   | 2   | –   | 18     |
| 10   | Richard Wee Hiroki Katoh Álvaro Parente     | Clearwater Racing     | –   | –   | 6   | –   | –   | –   | –   | –   | –   | 16     |
| 11   | Mike Hedlund                                | Gulf Racing           | –   | –   | –   | –   | –   | –   | 4   | –   | –   | 12     |
| 12   | Olivier Beretta                             | Spirit of Race        | –   | –   | 7   | –   | –   | –   | –   | –   | –   | 12     |

### Mistrzostwa producentów

#### Mistrzostwo świata producentów LMP1
| Poz. | Producent | SIL | SPA | LMS | NÜR | MEX | COA | FUJ | SHA | BHR | Punkty |
| ---- | --------- | --- | --- | --- | --- | --- | --- | --- | --- | --- | ------ |
| 1    | Porsche   | 2   | 3   | 1   | 1   | 1   | 1   | 3   | 2   | 2   | 337    |
| 1    | Porsche   | 3   | 4   | NU  | 2   | 2   | 2   | 4   | 3   | 3   | 337    |
| 2    | Toyota    | 1   | 1   | 6   | 4   | 3   | 3   | 1   | 1   | 1   | 286.5  |
| 2    | Toyota    | 23  | 2   | NU  | 3   | 4   | 4   | 2   | 4   | 4   | 286.5  |

#### Mistrzostwo świata producentów GT
| Poz. | Producent    | SIL | SPA | LMS | NÜR | MEX | COA | FUJ | SHA | BHR | Punkty |
| ---- | ------------ | --- | --- | --- | --- | --- | --- | --- | --- | --- | ------ |
| 1    | Ferrari      | 2   | 1   | 4   | 1   | 2   | 1   | 1   | 3   | 1   | 305    |
| 1    | Ferrari      | 5   | 2   | 7   | 9   | 6   | 3   | 5   | 6   | 2   | 305    |
| 2    | Ford         | 1   | 3   | 2   | 5   | 4   | 7   | 4   | 1   | 3   | 237.5  |
| 2    | Ford         | 4   | 4   | 6   | 6   | 7   | 8   | 13  | 4   | 5   | 237.5  |
| 3    | Porsche      | 3   | 5   | 3   | 2   | 3   | 2   | 2   | 2   | 4   | 223.5  |
| 3    | Porsche      | 10  | 6   | 8   | 3   | 5   | 6   | 3   | 9   | 11  | 223.5  |
| 4    | Aston Martin | 6   | 7   | 1   | 4   | 1   | 4   | 6   | 5   | 6   | 207    |
| 4    | Aston Martin | 7   | 8   | 5   | 7   | 9   | 5   | 7   | 7   | 7   | 207    |

### Mistrzostwa zespołów

#### Trofeum endurance dla zespołów LMP2
| Poz. | Zespół                      | SIL | SPA | LMS | NÜR | MEX | COA | FUJ | SHA | BHR | Punkty |
| ---- | --------------------------- | --- | --- | --- | --- | --- | --- | --- | --- | --- | ------ |
| 1    | #31 Vaillante Rebellion     | 2   | 2   | 6   | 2   | 1   | 3   | 1   | 1   | 1   | 186    |
| 2    | #38 Jackie Chan DC Racing   | 1   | 3   | 1   | 1   | 9   | 4   | 3   | 4   | 2   | 175    |
| 3    | #36 Signatech Alpine Matmut | 4   | 5   | 5   | 3   | 2   | 1   | 2   | 2   | 4   | 151    |
| 4    | #13 Vaillante Rebellion     | 9   | 4   | DK  | 4   | 5   | 2   | DK  | 3   | 3   | 85     |
| 5    | #24 CEFC Manor TRS Racing   | 6   | 7   | 4   | 9   | 3   | 6   | 5   | 9   | 6   | 83     |
| 6    | #26 G-Drive Racing          | 5   | 1   | NU  | 6   | 4   | 8   | 6   | 7   | 7   | 82     |
| 7    | #37 Jackie Chan DC Racing   | 8   | 10  | 2   | 5   | 6   | 5   | NU  | 8   | 8   | 77     |
| 8    | #28 TDS Racing              | 3   | 9   | NU  | 8   | 7   | 7   | 4   | 6   | 9   | 55     |
| 9    | #25 CEFC Manor TRS Racing   | 7   | 8   | NU  | 7   | 8   | NU  | 7   | 5   | 5   | 46     |
| 10   | #35 Signatech Alpine Matmut | –   | 6   | 3   | NU  | –   | –   | –   | –   | –   | 38     |

#### Trofeum endurance dla zespołów LMGTE Pro
| Poz. | Zespół                          | SIL | SPA | LMS | NÜR | MEX | COA | FUJ | SHA | BHR | Punkty |
| ---- | ------------------------------- | --- | --- | --- | --- | --- | --- | --- | --- | --- | ------ |
| 1    | #51 AF Corse                    | 2   | 2   | 7   | 1   | 6   | 1   | 1   | 3   | 2   | 164    |
| 2    | #67 Ford Chip Ganassi Racing UK | 1   | 4   | 2   | 5   | 4   | 7   | 8   | 1   | 3   | 146    |
| 3    | #91 Porsche GT Team             | 3   | 5   | 3   | 2   | 3   | 6   | 2   | 2   | 4   | 145    |
| 4    | #71 AF Corse                    | 5   | 1   | 4   | 8   | 2   | 3   | 5   | 6   | 1   | 143    |
| 5    | #95 Aston Martin Racing         | 6   | 8   | 5   | 4   | 1   | 4   | 7   | 5   | 7   | 104    |
| 6    | #97 Aston Martin Racing         | 7   | 7   | 1   | 7   | NU  | 5   | 6   | 7   | 6   | 101    |
| 7    | #66 Ford Chip Ganassi Racing UK | 4   | 3   | 6   | 6   | 7   | 8   | 4   | 4   | 5   | 95     |
| 8    | #92 Porsche GT Team             | NU  | 6   | NU  | 3   | 5   | 2   | 3   | NU  | NU  | 67     |

#### Trofeum endurance dla zespołów LMGTE Am
| Poz. | Zespół                    | SIL | SPA | LMS | NÜR | MEX | COA | FUJ | SHA | BHR | Punkty |
| ---- | ------------------------- | --- | --- | --- | --- | --- | --- | --- | --- | --- | ------ |
| 1    | #98 Aston Martin Racing   | 2   | 1   | 3   | 3   | 2   | 1   | 5   | 1   | 1   | 198    |
| 2    | #61 Clearwater Racing     | 1   | 3   | 1   | 4   | 5   | 2   | 2   | 4   | 2   | 179    |
| 3    | #77 Dempsey-Proton Racing | 3   | 2   | 2   | 1   | 1   | 4   | 3   | 3   | 4   | 174    |
| 4    | #54 Spirit of Race        | NU  | 4   | 5   | 2   | 4   | 3   | 1   | NU  | 3   | 117    |
| 5    | #86 Gulf Racing           | 4   | NU  | 4   | 5   | 3   | NU  | 4   | 2   | 5   | 101    |